# Ciberaddicció

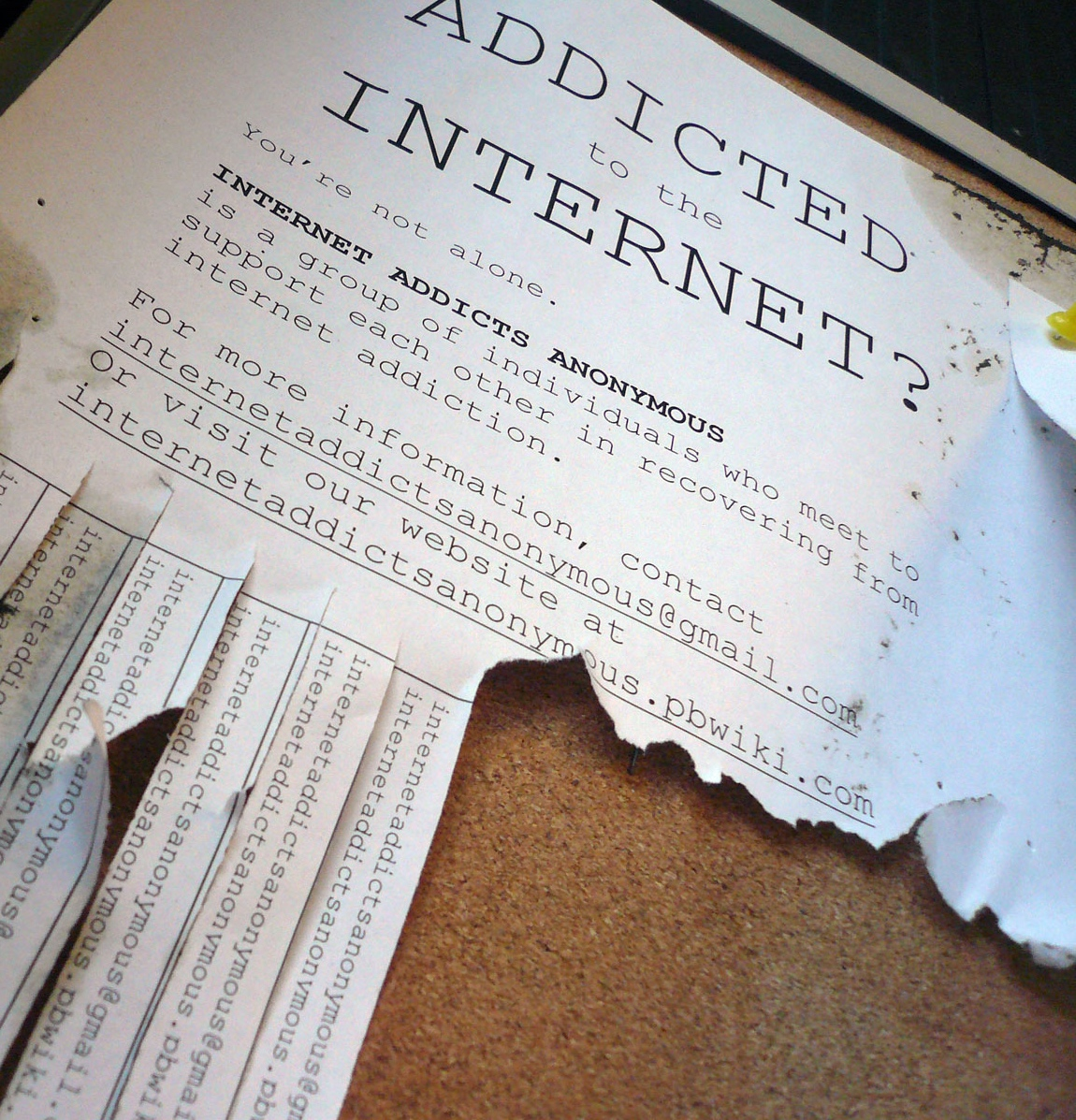
Flyer per a un grup de suport de la ciberaddicció a Nova York (2009)

La ciberaddicció, també coneguda com a trastorn d'addicció a internet (internet addiction disorder, IAD) és un terme que fa referència a la suposada patologia que es genera a partir d'un ús abusiu d'internet, a través de diversos dispositius que interfereixen en la vida diària. Com per exemple: els ordinadors, els telèfons mòbils, les tauletes, etc. Encara que moltes persones hagin intentat defensar la seva existència, la comunitat mèdica i les fonts oficials han rebutjat en repetides ocasions que aquesta patologia existeixi. Oficialment només es pot parlar d'un ús excessiu d'internet que, si afectés en la vida diària, no seria a causa d'aquesta patologia, sinó per altres causes i conseqüències.

## Causes i conseqüències
No hi ha una única causa que provoqui la ciberadicció en tots els casos. Per contra, normalment es donen una sèrie de factors que poden fer molt més probable el desenvolupament d'aquesta patologia en les persones que els pateixen.
Un dels motius pels quals la ciberadicció s'està tornant cada vegada més comú és la presència de la tecnologia en tots els àmbits de la nostra vida. Les persones estem cada vegada més connectades i pendents del mòbil en tot moment, de manera que cada vegada és més freqüent que acabem desenvolupant una addicció a aquest element.
D'altra banda, la tecnologia en sí, té un efecte molt potent sobre el circuit de la recompensa del nostre cervell. Els estudis de neuroimatge mostren que quan rebrem una notificació, rebrem una descàrrega de dopamina, el neurotransmissor encarregat de produir-nos plaer. Amb el temps, ens tornem més i més dependents d'aquestes notificacions per sentir-nos bé.
A més d'això, avui dia les persones que no estan connectades constantment poden sentir desplaçades, ja que gran part de la comunicació que es produeix en el nostre dia a dia es dona en un mitjà online. Ajuntant tots aquests factors, no és estrany que la ciberadicció sigui un dels problemes més freqüents en els països desenvolupats.

### Conseqüències de salut mental
Un estudi longitudinal d'estudiants xinesos de secundària (2010) suggereix que les persones amb un risc moderat a la greu d'addicció a Internet tenen 2,5 vegades més probabilitats de desenvolupar símptomes depressius que els seus homòlegs lliures del trastorn de l'addicció a Internet.

### Conseqüències socials
L'evidència més ben documentada de l'addicció a Internet fins ara és la interrupció del temps, que posteriorment provoca interferències amb la vida social regular, inclosos els resultats acadèmics, professionals i les rutines diàries. Alguns estudis també revelen que aquest trastorn pot conduir a la interrupció de les relacions socials tant a Europa com a Taiwan. No obstant això, altres persones també assenyalen que la ciberaddicció és beneficiosa per a les relacions entre iguals a Taiwan.
El doctor Keith W. Beard (2005) afirma que "un individu és addicte quan l'estat psicològic d'un individu, que inclou estats mentals i emocionals, així com les seves interaccions escolars, laborals i socials, es veu afectat per l'ús excessiu de [Internet] ".
Com a resultat de la seva naturalesa complexa, alguns estudiosos no proporcionen una definició del trastorn de l'addicció a Internet i, al llarg del temps, s'utilitzen diferents termes per descriure el mateix fenomen d'ús excessiu d'Internet. La ciberaddicció s'utilitza indistintament amb l'ús problemàtic d'Internet, l'ús patològic d'Internet i el trastorn addictiu a Internet. En alguns casos, aquest comportament també es coneix com a ús excessiu d'Internet, ús problemàtic d'ordinadors, ús compulsiu d'Internet, abús d'Internet, ús nociu d'Internet i dependència d'Internet.

## Signes i símptomes[9]

### Símptomes físics
Els símptomes físics inclouen un sistema immunitari debilitat a causa de la falta de son, la pèrdua d'exercici i l'augment del risc de síndrome del túnel del carpel i de tensió ocular i esquena. Els símptomes que s'expressen poden incloure agitació, depressió, ràbia i ansietat quan la persona està fora de la tecnologia. Aquests símptomes psicològics fins i tot es poden convertir en símptomes físics com batecs ràpids del cor, tensió de les espatlles i falta d'alè.

### Símptomes cognitius
En la majoria dels casos de ciberadicció, el primer símptoma que es pot notar és una gran dificultat per a concentrar-se en una sola tasca. La persona sent la necessitat compulsiva de passar d'una activitat a una altra constantment, i té grans problemes per a mantenir un sol fil de pensament o per a centrar-se en un tema en concret durant períodes llargs de temps.
D'altra banda, és molt comú que les persones amb ciberadicció manifestin sentir una espècie de “boira mental”: la sensació que els seus pensaments van més lents del que normalment ho fan, unida a una gran fatiga psicològica i la necessitat de descansar molt més de l'habitual. A més d'això, generalment les persones amb aquesta patologia perden l'interès per aquelles activitats i passatemps que anteriorment els cridaven l'atenció. Si no es tracta el problema, tots els símptomes cognitius es van retroalimentant i l'individu es va tornant cada vegada més dependent d'Internet per a entretenir-se i per a passar l'estona.

### Símptomes emocionals
Els símptomes emocionals són probablement els que mostren més clarament que aquesta patologia és realment una addicció, similar a la que es produeix amb el joc o amb substàncies addictives com les drogues. Les persones amb ciberadicció senten que "necessiten" estar constantment comprovant el seu ordinador o telèfon mòbil, i experimenten un gran patiment si no poden fer-ho.
Normalment, aquest sofriment es manifesta en forma d'ansietat, una sensació extremadament desagradable que només disminueix en certa manera quan la persona pot comprovar el seu mòbil, el seu correu o l'objecte concret de la seva addicció. Amb el temps, la seva tolerància a l'ansietat es va fent cada vegada més baixa i, per tant, l'addicció tendeix a agreujar-se a llarg termini si no s'intervé d'alguna manera. A més d'això, les persones que pateixen de ciberadicció solen experimentar una reducció de les seves emocions en major o menor mesura. Això, que es coneix com a anhedonia, implica que la seva única font de gaudi és passar temps connectats a Internet, descuidant així la resta d'àrees de la seva vida.

### Símptomes conductuals
La forma de comportar-se de les persones amb ciberadicció és clarament compulsiva. Sovint sense adonar-se del que fan, es passen la major part del temps comprovant una vegada i una altra les seves notificacions, addictes a un videojoc o postejant en xarxes socials, depèn de quina sigui la variant que pateixin.
La resta d'activitats quotidianes d'aquests individus són generalment abandonades favor de l'addicció a la tecnologia, el que pot portar complicacions molt severes a mig i llarg termini.

## Trastorns relacionats

### Adicció al joc en línia
Segons David Hodgins, professor de psicologia a la Universitat de Calgary, es considera que el joc en línia és tan greu com el joc patològic. Es coneix com a "trastorn aïllat" que significa que aquells que tenen un problema de joc prefereixen separar-se de les interrupcions i les distraccions. Com que el joc està disponible en línia, augmenta l'oportunitat que els jugadors amb problemes puguin gaudir del joc sense influències socials que influïssin en les seves decisions. Per això, aquest trastorn s'ha convertit en un problema més avui dia i per això és tan difícil de superar. L'oportunitat de jugar en línia gairebé sempre està disponible avui en dia, a diferència de tenir només l'oportunitat en un fòrum públic als casinos, per exemple. El joc en línia ha esdevingut força popular, especialment entre els adolescents actuals. La joventut actual té un major coneixement del programari modern i dels motors de cerca, juntament amb una major necessitat de diners extra. Així doncs, no només els és més fàcil trobar oportunitats de jugar sobre qualsevol tema, sinó que s'incentiva desesperadament l'incentiu a què se’ls concedeixi aquests diners.

### Adicció als videojocs
L'addicció als videojocs és un problema conegut a tot el món. La incidència i la gravetat van créixer a la dècada de 2000, amb l'aparició de la tecnologia de banda ampla, jocs que permetien la creació d'avatars, jocs de “segona vida” i MMORPG (jocs de rol multijugador en línia massius). World of Warcraft té la comunitat MMORPG més gran en línia i hi ha hagut diversos estudis sobre les qualitats addictives del joc. Els addictes al joc van des de nens fins a adults madurs. Un exemple ben conegut és Ryan van Cleave, un professor universitari la vida del qual va disminuir a mesura que es va involucrar en els jocs en línia. Andrew Doan, MD, doctor, metge amb experiència en neurociències, va lluitar contra les seves pròpies addiccions amb els videojocs, invertint més de 20.000 hores de joc durant un període de nou anys.
L'addicció als jocs en línia es pot considerar en termes de la teoria de condicionament operant de B.F. Skinner, que afirma que la freqüència d'un comportament determinat està directament relacionada amb la recompensa i el càstig d'aquest comportament. Si es premia un comportament, és més probable que es repeteixi. Si es castiga, es suprimeix.
Orzack, psicòleg clínic de l'Hospital McLean de Massachusetts, afirma que el 40% dels jugadors de World of Warcraft (WoW) són addictes. Orzack diu que la millor manera d'optimitzar el comportament desitjat en el subjecte és proporcionar recompenses per un comportament correcte i, a continuació, ajustar el nombre de vegades que cal que el subjecte mostri aquest comportament abans de proporcionar una recompensa. Per exemple, si una rata ha de prémer una barra per rebre menjar, premrà més ràpidament i més sovint si no sap quantes vegades ha de prémer la barra. Un equivalent a World of Warcraft seria la caiguda de botí de color púrpura (èpica). Els jugadors de World of Warcraft sovint passen setmanes buscant un objecte especial basat en un sistema d'atzar, de vegades amb només un 0,01% de probabilitats que un monstre assassinat el caigui. La raresa de l'objecte i la dificultat per adquirir l'objecte donen al jugador un estat entre els seus companys un cop l'obtenen.
Jim Rossignol, periodista financer que informa sobre els jocs a Internet, ha descrit com va superar la seva pròpia addicció i va canalitzar la seva obligació cap a una direcció desitjable com a reporter de la cultura del joc i dels jocs a Internet.

### Trastorn de l'adicció a la comunicació
El trastorn de l'addicció a la comunicació és un suposat trastorn del comportament relacionat amb la necessitat d'estar en comunicació constant amb altres persones, fins i tot quan no hi ha necessitat pràctica per a aquesta comunicació. Aquest trastorn s'ha relacionat amb l'addicció a Internet. Els usuaris es tornen addictes als elements socials d'Internet, com Facebook i YouTube. Els usuaris es tornen addictes a la comunicació individual o de grup en forma de suport social, relacions i entreteniment. No obstant això, la interferència amb aquestes activitats pot provocar conflictes i culpabilitat. Aquest tipus d'addicció s'anomena ús problemàtic de les xarxes socials.
L'addicció a les xarxes socials és una dependència de les persones mitjançant la connexió, l'actualització i el control de la pàgina de la xarxa social dels seus i dels seus amics. De fet, per a algunes persones, l'únic important és tenir molts amics a la xarxa independentment de si estan fora de línia o només són virtuals; això és particularment cert per als adolescents com a reforç dels egos. De vegades, els adolescents utilitzen les xarxes socials per mostrar la seva imatge idealitzada als altres. No obstant això, altres estudis afirmen que les persones utilitzen les xarxes socials per comunicar la seva personalitat real i no per promoure la seva identitat idealitzada.

### Addicció a la realitat virtual
L'addicció a la realitat virtual és una addicció a l'ús de realitat virtual o entorns virtuals i immersius. Actualment, els mitjans virtuals interactius (com les xarxes socials) es coneixen com a realitat virtual, mentre que la realitat virtual futura fa referència a entorns o mons immersius simulats per ordinador. Els experts adverteixen sobre els perills de la realitat virtual i comparen l'ús de la realitat virtual (tant en la seva forma actual com futura) amb l'ús de drogues, aportant amb aquestes comparacions la preocupació que, com les drogues, els usuaris puguin esdevenir addictes a la realitat virtual.

## Factors de risc

### Dificultats interpersonals
S'argumenten les dificultats interpersonals com la introversió, els problemes socials i les pobres habilitats comunicatives cara a cara sovint condueixen a addicció a Internet. Les relacions basades en Internet ofereixen una alternativa segura a les persones amb dificultats esmentades per fugir dels possibles rebuigs i angoixes del contacte interpersonal de la vida real.

### Suport social
Les persones que no tenen connexió social i suport social suficients corren un major risc d'addicció a Internet. Recorren a relacions virtuals i suport per alleujar la seva soledat. De fet, les aplicacions més freqüents entre els addictes a Internet són sales de xat, jocs interactius, missatgeria instantània o xarxes socials. [26] Alguns estudis empírics revelen que el conflicte entre pares i fills i el fet de no viure amb la mare s'associa significativament amb ciberaddicció al cap d'un any. Al seu torn, es demostra que factors de protecció com la comunicació de qualitat entre pares i fills i el desenvolupament positiu de la joventutredueixen el risc de ciberaddicció.

### Factors psicològics
Es constata que els antecedents addictius o psiquiàtrics anteriors influeixen en la probabilitat de ser addicte a Internet.Algunes persones amb problemes psiquiàtrics previs com la depressió i l'ansietat recorren a conductes compulsives per evitar les emocions i la situació desagradables dels seus problemes psiquiàtrics i consideren que l'addicció a Internet és una alternativa més segura a la tendència addictiu a substàncies. Però, en general, no queda clar per la investigació existent quina és la causa i quin és l'efecte parcialment a causa del fet que la comorbiditat és freqüent entre els addictes a Internet.
Les comorbiditats més freqüents relacionades amb la ciberaddicció són la depressió major i el trastorn per dèficit d'atenció amb hiperactivitat (TDAH). La taxa d'associació de TDAH i IAD arriba fins al 51,6%.
Els addictes a Internet sense antecedents addictius ni antecedents psiquiàtrics significatius desenvolupen una addicció a algunes de les característiques de l'ús d'Internet: anonimat, fàcil accessibilitat i la seva naturalesa interactiva.

### Altres factors
El nivell educatiu dels pares, l'edat al primer ús d'Internet i la freqüència d'ús de llocs de xarxes socials i llocs de jocs s'associa positivament a un ús excessiu d'Internet entre adolescents en alguns països europeus, així com als Estats Units.

## Diagnòstic
El diagnòstic del trastorn d'addicció a Internet és empíricament difícil. S'han emprat diversos instruments de detecció per detectar la ciberaddicció. Els diagnòstics actuals s'enfronten a múltiples obstacles.

### Dificultats per al diagnòstic
Tenint en compte la novetat d'Internet i la definició inconsistent del trastorn d'addicció a Internet, el diagnòstic pràctic està lluny de ser clar. Amb la primera investigació iniciada per Kimberly S. Young el 1996, l'estudi científic de l'addicció a Internet només existeix des de fa més de 20 anys. Hi ha alguns obstacles a la creació d'un mètode de diagnòstic aplicable per al trastorn d'addicció a Internet.
- Ús ampli i extens d'Internet: el diagnòstic de l'addicció a Internet és sovint més complex que l'addicció a substàncies, ja que l'ús d'Internet ha evolucionat en gran part fins a ser una part integral o necessària de la vida humana. Per tant, l'ús addictiu o problemàtic d'Internet es pot emmascarar o justificar fàcilment.[24] A més, Internet és en gran manera un mitjà pro-social, interactiu i basat en la informació, mentre que altres conductes d'addicció establertes, com ara el joc, sovint es veuen com un únic comportament antisocial que té molt poc valor social. Molts anomenats addictes a Internet no pateixen el mateix dany a la salut i a les relacions que són habituals a les addiccions establertes.
- Comorbilitat elevada: l'addicció a Internet sol anar acompanyada d'altres trastorns psiquiàtrics com el trastorn de la personalitat i el retard mental.[34][35][36][37][38] Es constata que l'addicció a Internet s'acompanya d'un altre diagnòstic DSM-IV el 86% de les vegades.[39] En un estudi realitzat a Corea del Sud, el 30% dels addictes a Internet identificats tenen símptomes d'acompanyament com ansietat o depressió i un altre 30% té un segon trastorn com el trastorn per dèficit d'atenció i hiperactivitat (TDAH). Un altre estudi a Corea del Sud va trobar una mitjana d'1,5 diagnòstics més entre adolescents addictes a internet.[40] A més, es constata als Estats Units que molts pacients només recorren a ajuda mèdica quan experimenten dificultats que atribueixen a altres trastorns.[24][39]Per a moltes persones, l'ús excessiu o un ús inadequat d'Internet és una manifestació de la seva depressió, trastorns d'ansietat social, trastorns del control d'impulsos o jocs patològics.[41]Generalment, no queda clar de la literatura existent si altres trastorns psiquiàtrics són la causa o el manifest de l'addicció a Internet.

Malgrat la defensa de la classificació de l'addicció a Internet com una malaltia establerta, ni DSM-IV (1995) ni DSM-5 (2013) consideren l'addicció a Internet com un trastorn mental. Una subcategoria de ciberaddicció, el trastorn del joc per Internet apareix a DSM-5 com una condició que requereix més investigació per tal de ser considerat un trastorn complet al maig de 2013. L'esborrany de l'OMS de l'11a revisió de la classificació internacional de malalties (CIM-11) prevista per a la publicació el 2018 també inclou trastorns del joc. Encara hi ha una considerable controvèrsia sobre si el DAI hauria d'incloure's al DSM-5 i reconèixer-lo com una malaltia mental en general.

### Instruments de projecció
Instruments basats en DSM
La majoria dels criteris utilitzats per la investigació són les adaptacions dels trastorns mentals enumerats (per exemple, el joc patològic) al manual del Manual de diagnòstic i estadística dels trastorns mentals (DSM). El doctor Ivan K. Goldberg, que va abordar per primera vegada el concepte d'addicció a Internet, va adoptar uns quants criteris per a IAD sobre la base de DSM-IV, incloent “l'esperança d'augmentar el temps a la xarxa” i “somiar amb la xarxa” En adaptar els criteris DSM-IV per al joc patològic, la Dra. Kimberly S. Young (1998) va proposar un dels primers conjunts de criteris integrats, el qüestionari diagnòstic (YDQ), per detectar la ciberaddicció. Una persona que compleixi cinc dels vuit criteris adaptats es considerarà addicta a Internet:
1. Preocupació per Internet.
2. La necessitat d'un major temps dedicat a la xarxa per aconseguir la mateixa quantitat de satisfacció.
3. Esforços reiterats per reduir l'ús d'Internet.
4. Irritabilitat, depressió o labilitat de l'estat d'ànim quan l'ús d'Internet és limitat.
5. Mantenir-se en línia més del previst.
6. Posar en perill una feina o una relació per utilitzar Internet.
7. Mentir als altres sobre el temps que es passa en línia.
8. Utilitzar Internet com a mitjà per regular l'estat d'ànim.

Tot i que l'avaluació del qüestionari diagnòstic (YDQ) de Young per a diagnoticar la cberaddicció té l'avantatge de la simplicitat i facilitat d'ús, Keith W. Beard i Eve M. Wolf (2001) van afirmar a més que tots els primers cinc (en l'ordre anterior) i almenys un dels tres finals es compleixen els criteris (en l'ordre anterior) per delimitar l'addicció a Internet amb l'objectiu d'una avaluació més adequada i objectiva.
Young va ampliar la seva avaluació de vuit preguntes de YDQ a l'ara més utilitzat Internet Addiction Test (IAT), que consta de 20 ítems cadascun en una escala Likert de cinc punts. Les preguntes incloses a l'IAT s'amplien amb més detall a l'avaluació anterior de vuit preguntes de Young i inclouen preguntes com ara: “Et tornes defensiu o secret quan algú et pregunta què fas en línia?”. i "Us trobeu anticipant-vos quan torneu a connectar-vos a la xarxa?". Es pot trobar una llista completa de preguntes al llibre del 1998 de Kimberly S. Young, Caught in the Net: How to Recognize the Signs of Internet Addiction and A Winning Strategy for Recovery and Drs. Article del 2004 de Laura Widyanto i Mary McMurran titulat The Psychometric Properties of the Internet Addiction Test. La puntuació de la prova oscil·la entre 20 i 100 i un valor superior indica un ús més problemàtic d'Internet:
20-39 = usuaris d'Internet mitjans
40-69 = usuaris d'Internet potencialment problemàtics i
70-100 = usuaris d'Internet problemàtics.
Amb el pas del temps, s'han desenvolupat un nombre considerable d'instruments de detecció per diagnosticar l'addicció a Internet, inclosa la prova d'addicció a Internet (IAT),l'Inventari de comportaments addictius relacionats amb Internet (IRABI), l'Inventari xinès d'addiccions a Internet (CIAI).l'escala coreana d'autoavaluació de les addiccions a Internet (escala KS), l'escala d'ús compulsiu d'Internet (CIUS), l'escala generalitzada d'ús d'Internet (GPIUS), l'escala de conseqüències d'Internet (ICONS), i l'escala d'ús problemàtic d'Internet (PIUS). Entre d'altres, l'Internet Addiction Test (IAT) de Young (1998) presenta una bona fiabilitat i validesa internes i s'ha utilitzat i validat a tot el món com a instrument de selecció.
Tot i que els diversos mètodes de cribratge es desenvolupen a partir de contextos diversos, quatre dimensions es manifesten en tots els instruments:
- Ús excessiu: ús compulsiu d'Internet i ús excessiu de temps en línia.
- Símptomes d'abstinència: símptomes d'abstinència, inclosos sentiments com depressió i ira, amb un ús restringit d'Internet.
- Tolerància: la necessitat d'un equipament millor, un major ús d'Internet i més aplicacions / programari.
- Repercussions negatives: l'ús d'Internet va causar conseqüències negatives en diversos aspectes, inclòs el rendiment problemàtic en dominis socials, acadèmics o laborals.

Més recentment, els investigadors Mark D. Griffiths (2000) i el doctor Jason C. Northrup i col·legues (2015) afirmen que Internet per se és simplement el mitjà i que la gent és efectivament addicta als processos facilitats per Internet.Basat en la prova d'addicció a Internet de Young (IAT), Northrup i els seus associats descomponen encara més la mesura de l'addicció a Internet en quatre processos addictius: jocs de videojocs en línia, xarxes socials en línia, activitat sexual en línia i navegació per web. La prova d'addicció a processos d'Internet (IPAT)es crea per mesurar els processos als quals les persones són addictes.
Alguns estudis han acusat els mètodes de detecció que depenen en gran manera dels criteris DSM de manca de consens, trobant que els resultats de detecció generats a partir de mesures anteriors basades en criteris DSM són incompatibles entre si.Com a conseqüència dels estudis realitzats en contextos divergents, els estudis modifiquen constantment les escales per als seus propis propòsits, imposant així un repte més a la normalització en l'avaluació del trastorn de l'addicció a Internet.
Instruments d'una sola pregunta
Alguns estudiosos i professionals també intenten definir l'addicció a Internet mitjançant una sola pregunta, normalment l'ús del temps d'Internet. Tanmateix, la mesura en què l'ús d'Internet pot causar conseqüències negatives per a la salut no és clara amb aquesta mesura.Aquest últim aspecte és fonamental per si s'ha de definir la ciberaddicció com un trastorn mental.

### Classificació
Com molts estudiosos han assenyalat, Internet serveix simplement com un mitjà a través del qual es poden fer tasques de naturalesa divergent.Tractar comportaments addictius dispars sota el mateix terme general és altament problemàtic.
El Dr. Kimberly S. Young (1999) afirma que l'addicció a Internet és un terme ampli que es pot descompondre en diversos subtipus de comportament i problemes de control d'impulsos.
- Addicció cibersexual: ús compulsiu de llocs web per a adults per al cibersexe i el ciberpornografia.
- Addicció a les relacions cibernètiques: implicació excessiva en les relacions en línia.
- Obligacions netes: apostes obsessives en línia, compres o comerç diari.
- Sobrecàrrega d'informació: navegació web compulsiva o cerques de bases de dades.
- Addicció a l'ordinador: joc obsessiu d'ordinador.

Per obtenir una descripció més detallada dels trastorns relacionats, consulteu la secció de trastorns relacionats anterior.

## Tractament
Les intervencions i estratègies actuals que s'utilitzen com a tractaments contra l'addicció a Internet provenen de les practicades en el trastorn per abús de substàncies. En absència d'una "investigació metodològicament adequada", els programes de tractament no estan ben corroborats. El tractament psicosocial és l'enfocament que s'aplica més sovint.A la pràctica, els centres de rehabilitació solen idear una combinació de múltiples teràpies.

### Tractament psicosocial
Teràpia conductual cognitiva
La teràpia conductual cognitiva amb addictes a Internet (CBT-IA) es desenvolupa en analogia amb les teràpies per al trastorn de control d'impulsos.
En aquesta teràpia s'inclouen diversos aspectes clau:
- Estratègies de gestió del temps d'aprenentatge.
- Reconeixent els beneficis i els possibles danys d'Internet.
- Augmentar la consciència de si mateix i la consciència dels altres i del propi entorn.
- Identificar els "desencadenants" del "comportament excessiu" d'Internet, com ara aplicacions particulars d'Internet, estats emocionals, cognicions desadaptatives i esdeveniments de la vida.
- Aprendre a gestionar les emocions i controlar els impulsos relacionats amb l'accés a Internet, com ara músculs o entrenament de relaxació respiratòria.
- Millorar les habilitats de comunicació i interacció interpersonals.
- Millorar els estils d'afrontament.
- Cultivar interessos en activitats alternatives.

S'implementen tres fases a la teràpia CBT-IA:
1. Modificació del comportament per controlar l'ús d'Internet: examineu tant el comportament de l'ordinador com el que no és de l'ordinador i gestioneu el temps dels addictes a Internet tant en línia com fora de línia.
2. Reestructuració cognitiva per desafiar i modificar distorsions cognitives: identificar, desafiar i modificar les racionalitzacions que justifiquen un ús excessiu d'Internet.
3. Teràpia de reducció de danys per abordar problemes de morbiditat: abordar qualsevol factor de morbiditat associat a l'addicció a Internet, mantenir la recuperació i prevenir la recaiguda.

S'ha comprovat que la gestió dels símptomes del tractament CBT-IA manté sis mesos després del tractament.
Entrevistes motivacionals
L'enfocament de l'entrevista motivacional es desenvolupa basant-se en teràpies per a persones que consumeixen alcohol.Aquesta teràpia és un estil d'assessorament directiu i centrat en el pacient per provocar canvis de comportament, ajudant els pacients a explorar i resoldre l'ambivalència amb una manera terapèutica respectuosa. No obstant això, no proporciona als pacients solucions ni resolució de problemes fins a la decisió dels pacients de canviar de comportament.
En aquesta teràpia s'inclouen diversos elements clau:
- Fer preguntes obertes.
- Donar afirmacions.
- Escoltar reflexivament.

Altres teràpies de tractament psicosocial inclouen teràpia de realitat, psicoteràpia cognitiva Naikan, teràpia de grup, teràpia familiar i psicoteràpia multimodal.

### Medicació
El la ciberaddicció es pot associar a una comorbiditat, de manera que tractar un trastorn relacionat també pot ajudar en el tractament de la ciberaddicció. Quan els addictes van ser tractats amb certs antidepressius, va reduir el temps en línia un 65% i també va reduir les ganes d'estar en línia. Els antidepressius que han tingut més èxit són els inhibidors selectius de la recaptació de serotonina com l'escitalopram i un antidepressiu atípic heterocíclic anomenat bupropió. Un psicoestimulant, el metilfenidat, també ha mostrat efectes beneficiosos.

## Estadística
En diferents estudis s'utilitzen diferents mostres, metodologies i instruments de detecció.
| País o regió     | Taxa o població | Mostra                                                     | Any       | Instrument        |
| ---------------- | --------------- | ---------------------------------------------------------- | --------- | ----------------- |
| Global           | 6%              | Una estimació basada en metaanàlisi                        | 1994-2012 | YDQ i IAT         |
| Àsia             | 20%             |                                                            |           |                   |
| Xina             | 10,4%           | 10.158 adolescents                                         | 2016      | IAT               |
| Hong Kong        | 17-26,7%        | Vora els 3.000 estudiants d'institut                       | 2009-2015 | IAT               |
| Taiwan           | 13,8%           | 1.708 estudiants d'institut                                | n.a.      | YDQ               |
| Corea del Sud    | 2,1%            | Una estimació basada en la població coreana de 6 a 19 anys | 2006      |                   |
| Japó             | 2%              | 853 adolescents de 12 a 15 anys                            | 2014      | IAT               |
| Europa           | 4,4%            | 11.956 adolescents en 11 països europeus                   | 2009-2010 | YDQ               |
| Alemanya         | 1,5 Milions     | Una estimació basada en la població alemanya               | n.a.      |                   |
| Espanya          | 16,3%           | 40.955 adolescents escolars de 12 a 17 anys                | 2016      | PIUS-a            |
| Noruega          | 0,7%            | 3.399 individus d'entre 16 i 74 anys                       | 2007      | YDQ               |
| UK               | 18,3%           | 371 estudiants universitaris                               | n.a.      | PIU               |
| Amèrica del nord |                 |                                                            |           |                   |
| EEUU             | 0,3-0,7%        | 2.513 adults                                               | 2004      | No estandarditzat |

## Terminologia
La idea de "trastorn addictiu a Internet" va ser inicialment evocada per Ivan K. Goldberg el 1995 com una broma per parodiar la complexitat i rigidesa del Manual de diagnòstic i estadística dels trastorns mentals (DSM) de l'Associació Americana de Psiquiatria (APA). En la seva primera narració, es va descriure el trastorn addictiu a Internet amb els símptomes "d'activitats socials o laborals importants que es renuncien o es redueixen a causa de l'ús d'Internet", "fantasies o somnis sobre Internet" i "moviments de mecanografia voluntaris o involuntaris dels dits."
La definició de trastorn d'addicció a Internet ha preocupat els investigadors des dels seus inicis. En general, no s'ha proporcionat cap definició estandarditzada malgrat que el fenomen ha rebut un ampli reconeixement públic i acadèmic.A continuació es mostren algunes de les definicions més utilitzades.
El 1998, Jonathan J. Kandell va definir l'addicció a Internet com "una dependència psicològica d'Internet, independentment del tipus d'activitat un cop iniciada la sessió"
El psicòleg anglès Mark D. Griffiths (1998) va concebre l'addicció a Internet com un subtipus d'addicció a la tecnologia més àmplia i també un subtipus d'addiccions conductuals.

## Les diferents postures

### En contra de l'existència
Segons Helena Matute, la catedràtica de psicologia de la Universitat de Deusto no existeix l'anomenada “Ciberaddicció” Aquesta teoria es basa en dos principis:
1. En primer lloc, sembla que el terme “addicció a Internet” va ser originalment una broma d'un correu electrònic.[82]
2. En segon lloc, Matute defensa que aquesta suposa addicció a internet no configura en el DSM que es tracta del manual més utilitzat per als diagnòstics de desordres mentals, editat per l'Associació Americana de Psiquiatria, i tampoc ha estat acceptada. Els defensors de la seva existència s'escuden en què la xarxa Internet és encara molt nova i per això no ha estat acceptada encara l'existència d'aquesta addicció per les principals associacions professionals. La seva inclusió en el DSM V (el DSM IV data de l'any 2000) es trobava a debat. Pel que sembla va ser rebutjada de nou, incloent-se, que tingui a veure amb Internet, només l'addicció al joc per Internet, com a variant de l'addicció al joc i desestimant així de nou que existeixi una cosa anomenada “ciberaddicció” o "addicció a Internet".

### A favor de l'existència
Tot i que ha estat rebutjat per la comunitat internacional, varies clíniques i una minoria d'experts insteixen en la seva existència com a addicció i/o ofereixen una teràpia per a curar aquesta suposada patologia. Oficialment es considera que pugui existir un “ús excessiu” però mai una “addicció”, i que les seves causes no venen només motivades per Internet en sí, sinó també per causes externes que porten a l'usuari a buscar una fuita de sortida en internet i les seves possibilitats. Una de les causes més valorades són els problemes per establir, relacions socials, una cosa més senzilla d'aconseguir a través d'internet gràcies a l'anonimat i desinhibició, encara que puguin resultar més efímeres.
D'acord amb Aguilar i Octavio, els factors estressants estan relacionats en gran manera amb les addiccions. Comenta Michael Kunarque totes les drogues, com l'ús d'internet o la xocolata, afecten de manera similar al cervell. Per aquesta raó es pot dir que encara que l'abús d'internet no es consideri com una addicció, presenta característiques similars a les d'una persona addicta.

## Ajudes per controlar la ciberaddicció

### Internet i addictes a la tecnologia anònims
Internet i addictes tecnològics anònims (ITAA), fundat el 2009, és un programa de 12 passos que dona suport als usuaris que fan front a les distraccions digitals, com ara ordinadors i telèfons intel·ligents. Hi ha reunions cara a cara en algunes ciutats dels Estats Units. La majoria de dies de la setmana es realitzen reunions telefòniques i en línia de parla anglesa en una línia de conferències, en horaris diferents que permeten assistir a persones de tot el món. Igual que les beques de 12 passos com Overeaters Anonymous, Workaholics Anonymous o Sex and Love Addicts Anonymous, la majoria dels membres troben que no poden optar per no utilitzar la tecnologia. Els membres de l'ITAA presenten les seves pròpies definicions d'abstinència o comportaments problemàtics, com ara no utilitzar l'ordinador ni Internet en determinades hores o ubicacions o no anar a determinats llocs web o categories de llocs web que han demostrat ser problemàtiques en el passat. Les reunions proporcionen una font de suport en directe per a les persones que intenten establir connexions amb persones alienes a l'ordinador, compartir lluites i victòries i aprendre a funcionar millor a la vida un cop menys es destina a un ús problemàtic de la tecnologia.

### NoSurf
La comunitat NoSurf Reddit manté una llista de recursos i estratègies útils per a les persones que intenten disminuir el seu ús d'Internet. Això inclou llistes de programes que utilitzen les persones per controlar quins llocs visiten i quan, així com un grup de discussió que té lloc a Discord.

## Preocupació pública
L'addicció a Internet ha suscitat una gran preocupació pública a Àsia i alguns països consideren l'addicció a Internet com un dels principals problemes que amenacen la salut pública, en particular entre els adolescents.

### Xina
L'addicció a Internet es denomina comunament "opi electrònic" o "heroïna electrònica" a la Xina. El govern de la República Popular de la Xina és el primer país que classifica formalment l'addicció a Internet com a trastorn clínic en reconèixer el 2008 els criteris de diagnòstic clínic per a l'addicció a Internet. El govern ha promulgat diverses polítiques per regular l'ús d'Internet dels adolescents, inclosa la limitació del temps de joc diari a 3 hores i la necessitat d'identificar els usuaris en videojocs en línia.
Els maltractaments a la Xina
En absència d'orientacions del Ministeri de Salut de la Xina i d'una definició clara de l'addicció a Internet, han sorgit clíniques de tractament dubtoses al país. Com a part del tractament, algunes clíniques i camps imposen càstigs corporals als pacients amb addicció a Internet i alguns han dut a terme teràpies electroconvulsives (TEC) contra pacients, aquesta última causa de gran preocupació i controvèrsia entre el públic. Algunes pràctiques destacades de maltractament han estat ben documentades pels informes de notícies:
Un dels tractaments més freqüentment recorreguts per a adolescents addictes a Internet a la Xina és l'atenció hospitalària, ja sigui en un camp legal o il·legal. S'informa que els nens van ser enviats a "correcció" contra la seva voluntat. Alguns són capturats i lligats pel personal del campament, alguns són drogats pels seus pares i alguns són enganyats per tractar-los.
En molts camps i clíniques, els càstigs corporals s'utilitzen amb freqüència per “corregir” el trastorn de l'addicció a Internet. Els tipus de càstigs corporals practicats inclouen, entre d'altres, excursions de quilòmetres, okupes intensos, parades, gana i confinament. Després que el 2009 es va informar d'un cas de mort causat per abús físic d'un adolescent addicte a Internet, el govern xinès ha inhibit oficialment la violència física per "deslletar" els adolescents d'Internet.Però després de la prohibició s'han informat de múltiples casos d'abús i mort de persones addictes a Internet.
Entre els centres de rehabilitació d'addiccions a Internet que utilitzen el càstig corporal en el tractament, l'Acadèmia Yuzhang de Nanchang, província de Jiangxi, és la més discutida. El 2017, l'Acadèmia va ser acusada d'utilitzar greus càstigs corporals contra estudiants, la majoria addictes a Internet. Antics estudiants van afirmar que l'Acadèmia va colpejar els estudiants problemàtics amb regles de ferro, "els van assotant amb cables d'acer gruixuts als dits" i van tancar els estudiants en cel·les petites tota la setmana. Diversos casos suïcides van sorgir sota la gran pressió.
Al novembre de 2017, l'Acadèmia va deixar de funcionar després d'una àmplia exposició mediàtica i una intervenció policial.
- Teràpia electroconvulsiva

A la Xina, la teràpia electroconvulsiva (TEC) s'utilitza legalment per a l'esquizofrènia i els trastorns de l'estat d'ànim. Les seves pràctiques fora de l'etiqueta en el tractament d'adolescents addictes a Internet han suscitat gran preocupació pública i han estigmatitzat l'ús legal de l'ECT.
La clínica més informada i controvertida que tracta el trastorn de l'addicció a Internet és potser l'Hospital Psiquiàtric Linyi de la província de Shandong. Yang Yongxin va establir el seu centre per al tractament de l'addicció a Internet el 2006. Diverses entrevistes de Yongxin Yang confirmen que Yang ha creat una teràpia especial, la teràpia xingnao ("despert del cervell"), per tractar l'addicció a Internet. Com a part de la teràpia, la teràpia electroconvulsiva s'implementa amb corrents d'1 a 5 miliampers. Com va dir Yang, la teràpia electroconvulsiva només implica enviar un petit corrent pel cervell i no perjudicarà el receptor. Com a hospital psiquiàtric, els pacients estan privats de llibertat personal i són objecte de tractament electroconvulsiu a voluntat del personal hospitalari. I abans de l'ingrés, els pares han de signar contractes en què lliuren parcialment la tutela dels nens a l'hospital i han de reconèixer que els seus fills rebran ECT. Freqüentment, l'ECT s'utilitza com a mètode de càstig als pacients que incompleixen qualsevol de les regles del centre, incloses "menjar xocolata, tancar la porta del bany, prendre píndoles abans de menjar i seure a la cadira de Yang sense permís". En un segment de CCTV-12 s'informa que s'utilitza una màquina de teràpia electroconvulsiva DX-IIA per corregir l'addicció a Internet. Més tard, la màquina es va revelar il·legal, inaplicable per a menors i pot causar dolor i espasme muscular als destinataris. Més tard, molts antics pacients de l'hospital van destacar i van informar que l'ECT que van rebre a l'hospital era extremadament dolorós, es va arrencar el cap i fins i tot va provocar incontinència. Es pot accedir a una entrevista amb el centre de tractament de l'addicció a Internet a l'hospital psiquiàtric de Linyi a través del següent enllaç. Com que ni la seguretat ni l'eficàcia del mètode eren clares, el Ministeri de Salut xinès va prohibir la teràpia electroconvulsiva en el tractament del trastorn de l'addicció a Internet el 2009.
- Drogues

A la clínica de Yang, els pacients es veuen obligats a prendre medicaments psiquiàtrics a més de Jiewangyin, un tipus de medicament inventat per ell mateix. Tanmateix, no s'ha avaluat ni l'eficàcia ni l'aplicabilitat del medicament.
- Abús físic i mort

A les clíniques i centres de rehabilitació, almenys 12 casos d'abús físic han estat revelats pels mitjans de comunicació en els últims anys, incloses set morts.
El 2009, un jove de 15 anys, Senshan Deng, va ser trobat mort vuit hores després d'haver estat enviat a un centre d'addicció a Internet a Nanning, província de Guangxi. S'informa que l'adolescent va ser apallissat pels seus entrenadors durant la seva estada al centre.
El 2009, un altre adolescent de 14 anys, Liang Pu, va ser traslladat a l'hospital amb aigua als pulmons i insuficiència renal després d'un atac similar a la província de Sichuan.
El 2014, un jove de 19 anys, Lingling Guo, va morir en un centre d'addicció a Internet amb diverses ferides al cap i al coll a Zhengzhou, província de Henan. El 2016, després d'escapar d'un centre de rehabilitació d'addiccions a Internet, una jove de 16 anys va lligar i va morir de fam a la seva mare en venjança de ser enviada a tractament a la província de Heilongjiang.
L'agost de 2017, un noi de 18 anys, Li Ao, va ser trobat mort amb 20 cicatrius externes i contusions dos dies després que els seus pares l'enviessin a un camp d'arrencada d'estil militar a la ciutat de Fuyang, província d'Anhui.

### Corea del Sud
En estar gairebé universalment connectada a Internet i comptar amb els jocs en línia com a esport professional, Corea del Sud considera que l'addicció a Internet és un dels problemes socials més greus i la descriu com una "crisi nacional". Gairebé el 80% de la població de Corea del Sud té telèfons intel·ligents. Segons dades del govern, aproximadament dos milions de la població del país (menys de 50 milions) tenen problemes d'addicció a Internet i aproximadament 68.000 adolescents de 10 a 19 anys són addictes a Internet, cosa que representa aproximadament el 10% de la població adolescent. Fins i tot la generació molt jove s'enfronta al mateix problema: aproximadament el 40% dels nens de Corea del Sud d'entre tres i cinc anys utilitzen telèfons intel·ligents més de tres vegades per setmana. Segons els experts, si els nens són constantment estimulats pels telèfons intel·ligents durant el període infantil, el seu cervell lluitarà per equilibrar el creixement i el risc d'addicció a Internet.
Es creu que, a causa de l'addicció a Internet, a Corea del Sud han passat molts fets tràgics: una mare, cansada de jugar a jocs en línia, va matar el seu fill de tres anys. Una parella, obsessionada amb els jocs d'educació infantil en línia, va deixar morir de desnutrició la seva filla petita. Un adolescent de 15 anys va matar la seva mare per no deixar-se jugar a jocs en línia i després es va suïcidar. Un addicte als jocs d'Internet va apunyalar la seva germana després de jugar a jocs violents. Un altre addicte en va matar un i en va ferir set més.
Com a resposta, el govern de Corea del Sud ha llançat el primer centre de prevenció d'Internet al món, Jump Up Internet Rescue School, on els adolescents més greument addictes són tractats amb ajuda financera governamental completa. A partir de 2007, el govern ha creat una xarxa de 140 centres d'assessorament en matèria d'addicció a Internet, a més de programes de tractament en uns 100 hospitals. Normalment, la musicoteràpia i equinoteràpia dirigides per consellers i instructors i altres activitats en grup de la vida real, incloses curses d'obstacles d'estil militar i tallers terapèutics sobre ceràmica i bateria, s'utilitzen per desviar l'atenció i l'interès dels IAs de les pantalles.
El 2011, el govern coreà va introduir la "Llei de tancament", també coneguda com a "Llei de la Ventafocs", per evitar que els menors de 16 anys puguin jugar a jocs en línia des de mitjanit (12:00) fins a les 6 de la matinada

### Japó
Al Japó, el trastorn de l'addicció a Internet s'ha manifestat en els ciutadans que afecten principalment a la població juvenil i adolescent. En els joves masculins, l'addicció a Internet mostra una tendència a augmentar el temps en els jocs als seus dispositius, mentre que els joves femenins mostren tendències en l'ús de les xarxes socials. L'addicció a telèfons intel·ligents i a Internet al Japó s'ha convertit en perjudicial per a la societat en afectar les interaccions socials entre les persones i la seva comunicació. S'acostumen a interactuar a través d'Internet i els seus telèfons que deterioren algunes de les seves habilitats socials amb el pas del temps.
Hi ha molts casos de retir social que s'estan produint al Japó des de finals de la dècada de 1990, cosa que fa que la gent es quedi a casa la major part del temps. El terme que s'utilitza per a això és hikkomori i afecta principalment a la joventut del Japó perquè és menys inclinat a abandonar les seves residències. L'addicció a Internet pot contribuir a aquest efecte a causa de com disminueix les interaccions socials i dona als joves una altra raó per romandre a casa més temps. Es diu que moltes de les persones hikkomori del Japó tenen amics en els seus jocs en línia, de manera que experimentaran un tipus diferent d'interacció social que passa en un espai virtual.